# Abram Joffe

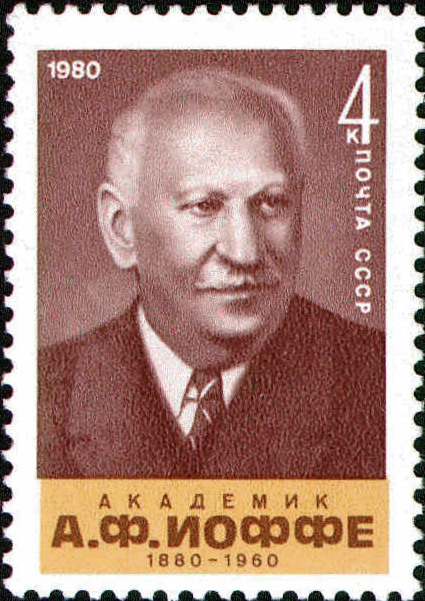
Russische postzegel met een van afbeelding Abram Joffe

Abram Fjodorovitsj Joffe (Russisch: Абрам Фёдорович Иоффе) (Romny, 29 oktober [O.S. 17 oktober] 1880 – Leningrad, 14 oktober 1960) was een prominent Russisch natuurkundige.

## Biografie
Joffe werd geboren in een middenklasse joods gezin in de kleine stad van Romny (destijds Keizerrijk Rusland, tegenwoordig gelegen in Oekraïne). Na zijn afstuderen aan het Staatsinstituut van Technologie in Sint-Petersburg in 1902 bracht hij twee jaar door als assistent van Wilhelm Röntgen in diens laboratorium in München. In 1905 voltooide Joffe zijn promotie aan de universiteit van München met het proefschrift Elastische Nachwirkungen im kristallinen Quarz.
Hij keerde terug naar Rusland waar hij vanaf 1906 als hoofd laboratoriumtechniek werkte bij het Polytechnisch Instituut van Sint-Petersburg (vanaf 1924 Leningrad); uiteindelijk zou hij er hoogleraar worden. In 1911 bepaalde hij (onafhankelijk van Robert Millikan) de lading van het elektron, door geladen microdeeltjes van metalen te balanceren in een elektrisch veld.
In 1911 bekeerde Joffe zich tot het lutheranisme en huwde hij een niet-joodse vrouw. In 1913 verkreeg hij de titel van Meester in de Filosofie en in 1915 – na het succesvol verdedigen van zijn habilitatie – Doctor in de Fysica. In 1918 werd hij hoofd van de afdeling Natuurkunde en Technologie van het Staatsinstituut van Röntgenologie en Radiologie in Leningrad. Later werd deze afdeling het Fysisch-Technisch Instituut genoemd, tegenwoordig draagt het instituut zijn naam.
Begin jaren 1930 ontstond vanuit het Rode Leger een grote behoefte om in het luchtruim binnendringende vliegtuigen te detecteren. Een aantal instituten raakte betrokken bij het onderzoek naar radio-locatie technieken. Ter ondersteuning van dit onderzoek belegde de Russische Academie van Wetenschappen in januari 1934 een congres die door Joffe werd georganiseerd.
Toen de Sovjet-Unie in 1942 aan hun atoombomproject begon werd Joffe gevraagd om het technische gedeelte ervan te leiden, maar hij sloeg het aanbod af omdat hij zich hiervoor te oud vond. Daarentegen schoof hij de jonge fysicus Igor Koertsjatov naar voren in wie hij een grote toekomst zag.
Gedurende Jozef Stalins zuivering tegen de zogenoemde "wortelloze kosmopolieten" (joden) in 1950 werd Joffe overbodig gemaakt als directeur van het Fysisch-Technisch Instituut alsmede van de raad van bestuur. In 1952-1954 leidde hij het laboratorium van halfgeleiders van de USSR Academie van Wetenschappen.
Voor zijn werk werd hij in 1942 onderscheiden met de Stalinprijs, de eretitel Held van de Socialistische Arbeid in 1955 en (postuum) in 1960 de Leninprijs. Bekende studenten van Joffe waren onder andere Aleksandr Aleksandrov, Pjotr Kapitsa, Isaak Kikoin, Igor Koertsjatov, Yakov Frenkel, Nikolaj Semjonov, Léon Theremin en Lev Artsimovitsj.